# Język naturalny
Termin język naturalny jest rozumiany na dwa sposoby:
- jako język stosowany przez ludzi do komunikacji interpersonalnej, w tym znaczeniu pojęcie jest stosowane głównie w dyscyplinach matematycznych i technicznych, aby odróżnić go od języków formalnych, np. od języków programowania[1];
- jako język powstały w drodze historycznego rozwoju określonych grup etnicznych, narodowych, w odróżnieniu od języków sztucznych[2][3].